# Troy Brown
Troy Fitzgerald Brown (2 de julho de 1971, Barnwell, Carolina do Sul) é um ex-jogador profissional de futebol americano estadunidense que atuava pelo New England Patriots na National Football League. Ele foi três vezes campeão do Super Bowl com os Patriots.